# Bovendijks (waterschap)
Bovendijks is een voormalig waterschap in de provincie Groningen.
Het schap lag ten zuiden van Garrelsweer, tussen het Vismaar (door Geertsema het Visscherdermaar genoemd) en de Oude Wijmers. De noordgrens lag bij het Stadsweg, de zuidgrens ongeveer 1 km zuidelijker. De polder had een molen die uitsloeg op het Vismaar.
Waterstaatkundig gezien ligt het gebied sinds 2000 binnen dat van het waterschap Noorderzijlvest.